# Морска кучка
Морската кучка още звонимира (Parablennius zvonimiri) е вид бодлоперка от семейство Blenniidae. Видът не е застрашен от изчезване.

## Разпространение и местообитание
Разпространен е в Алжир, България, Израел, Испания, Италия, Кипър, Ливан, Малта, Монако, Румъния, Словения, Тунис, Турция, Украйна (Крим), Франция и Черна гора.
Обитава крайбрежията на морета и рифове. Среща се на дълбочина от 6 до 12 m.

## Описание
На дължина достигат до 7 cm.
Популацията на вида е намаляваща.